# 75th Avenue (Queens Boulevard Line)
75th Avenue is een station van de metro van New York aan de Queens Boulevard Line, in het stadsdeel Queens. Het station is geopend in 1936. De lijnen  maken gebruik van dit station.
 ·  ·  ·  ·  ·  ·  ·  ·  · 